# Армін Цеггелер
А́рмін Це́ггелер (нім. Armin Zöggeler, *4 січня 1974, Мерано, Південний Тіроль, Італія) — один з найтитулованіших сучасних саночників, член Збірної Італії з санного спорту, дворазовий олімпійський чемпіон (2002, 2006) на одномісних санях, срібний (1998) і тричі бронзовий (1994, 2010 та 2014) призер Олімпійських ігор.
Армін Цеггелер також: 
- 9-тиразовий володар Кубка світу (1998, 2000, 2001, 2004, 2006, 2007, 2008, 2009, 2010);
- 5-тиразовий чемпіон світу в особистому розряді (1995, 1999, 2001, 2003, 2005), срібний призер Чемпіонатів світу з санного спорту в одиночному заліку сан-одиночок (2000, 2007 і 2009) і командному заліку (1995 і 2007), бронзовий у командному заліку (1996, 1997, 2004, 2005);
- 2-разовий чемпіон Європи в особистому розряді (2004 і 2008) і чемпіон Європи у складі команди (1994), срібний призер Єврочемпіонату в особистому розряді (2006) і двічі в командному (2004 і 2006), бронзовий тричі у особистому розряді (1994, 2000, 2002) та двічі у складі команди (2000 і 2008);
- має 47 перемог на етапах Кубка світу (станом на 29 листопада 2009 року).